# Tom Hovasse
Tom Hovasse, né le 31 janvier 1967, à Durango (Colorado), est un joueur puis entraîneur américain de basket-ball. Il conduit l'équipe féminine du Japon à la médaille d'argent aux Jeux de Tokyo.

## Biographie
Formé aux Nittany Lions de Penn State, il n'est pas drafté à sa sortie de l'université. Hormis une courte expérience en NBA avec Hawks d'Atlanta en 1994 et avec les Piranhas de Pittsburgh en CBA en 1995, il joue à l'étranger de 1989 à 2001, essentiellement au Japon. Il est cinq fois meilleur marqueur de la ligue de 1990 à 1993 et en 1995
Il se reconvertit comme entraîneur d'équipes féminines japonaises, mais aussi du Mercury de Phoenix pour les saisons WNBA 2012 et 2013, toujours comme assistant. En 2016-2017,il est nommé entraîneur titulaire des JX-Eneos Sunflowers, puis l'année suivante de l'équipe nationale féminine du Japon, dont il avait déjà été assistant de 2011 à 2012. Il est le premier non-japonais à entraîner l'équipe nationale qui, si elle est faible en taille, compense en exploitant ses qualités de vitesse, d'agressivité en défense et d'adresse à trois points.
Avec elle, il remporte la Coupe d'Asie en 2017 et 2019. Il dirige l'équipe pour le tournoi olympique de 2020, disputé en 2021 en raison de la pandémie de Covid-19, qui remporte une inattendue médaille d'argent face aux Américaines.

## Palmarès
- Médaillée d'or à la Coupe d'Asie féminine de basket-ball 2017
- Médaillée de bronze aux Jeux asiatiques 2018
- Médaillée d'or à la Coupe d'Asie féminine de basket-ball 2019
- Médaille d'argent aux Jeux olympiques de 2020 à Tokyo[3]